# Belén viviente de Valls
El belén viviente de la historia. Entre las principales actividades de las celebraciones del ciclo de Navidad en la ciudad de Valls, en Cataluña, se encuentra la escenificación de un belén viviente en el barrio antiguo de la población. El proyecto, que implica más de 400 personas en la preparación, de las cuales más de la mitad son actuantes, cuenta con la aportación de la mayor parte de entidades cívicas de la ciudad y moviliza, para su puesta en escena, unas 170 personas en cada representación. El belén, que dentro un itinerario urbano de unos 500 metros lineales, se ubica en varios emplazamientos emblemáticos del barrio antiguo, alrededor de la iglesia arciprestal de San Juan presidida por su emblemático campanario. Es un proyecto que, además del teatro, reúne varias disciplinas artísticas, como el canto, el baile o la música de raíz, con instrumentos como la gaita, la flauta popular y el tamboril. Por otro lado, como singularidad local este belén recoge un itinerario viviente por la historia y se ambienta en cuatro épocas diferentes, que abarcan desde el mundo romano hasta la época moderna, pasando por la Edad Media -con escenas de la fundación de la villa en el siglo XII y de la peste negra de la Baja Edad Media-, el renacimiento y el barroco, cuando la localidad adquiere la categoría de ciudad. Se han configurado unos setenta cuadros escénicos, con personajes destacados como el escritor Narcís Oller o el fotógrafo Pere Català Pic y elementos de clara raíz local como los Chiquets de Valls o castellers.